# 一宮市立大和東小学校
一宮市立大和東小学校（いちのみやしりつ やまとひがししょうがっこう）は、愛知県一宮市にある公立小学校。

## 概況
- 学級数 - 28（2025.4より）[1]
- 児童数 - 714名[1]
- 学校長 -加藤雅世（2025.4より） [1]
- 教職員数 - 49名
- 教育目標 - 自ら学び考える、心身ともに健やかな児童の育成。

## 沿革
- 1907年（明治40年） - 興道尋常小学校が開校。
- 1941年（昭和16年） - 国民学校令の施行により、愛知県中島郡大和村興道国民学校に改称。
- 1947年（昭和22年） - 学校教育法の施行により、愛知県中島郡大和村立興道小学校に改称。
- 1949年（昭和24年） - 愛知県中島郡大和村立大和東小学校に改称。
- 1951年（昭和26年） - 愛知県中島郡大和町立大和東小学校に改称。
- 1955年（昭和30年） - 大和町が一宮市に編入され一宮市立大和東小学校に改称。

## 通学区域
- 観音寺1丁目の一部、花池1丁目の一部、花池2丁目の一部、花池3・4丁目、宮地1・2丁目、妙興寺1・2丁目、大和町戸塚、大和町戸塚字山王、大和町戸塚字西浦、大和町戸塚字西郷、大和町戸塚字東浦、大和町戸塚字東郷、大和町戸塚字薬師浦、大和町宮地花池字下り松、大和町宮地花池字出町裏、大和町宮地花池字楼光寺、大和町妙興寺、多加木2丁目の一部[2]。

## 進学先中学校
- 一宮市立大和中学校